# Volo Jeju Air 502
Il volo Jeju Air 502 è stato un volo passeggeri di linea domestico dall'Aeroporto Internazionale di Jeju all'Aeroporto Internazionale di Busan-Gimhae, entrambi in Corea del Sud. Il 12 agosto 2007, un Bombardier Dash 8 che operava il volo, è uscito di pista all'Aeroporto di Busan-Gimhae.

## L'aereo
Il velivolo coinvolto nell'incidente era un Bombardier DHC-8-402Q Dash 8 con numero di serie 4141 e immatricolazione HL5256. Effettuò il suo primo volo nell'ottobre 2006 e fu consegnato a Jeju Air il 27 dicembre dello stesso anno.

## L'incidente
Il Bombardier Dash 8 decollò da Jeju alle 08:49 locali.
Mentre l'aereo si trovava a quota 9.500 ft, le luci del malfunzionamento del timone si accesero e i piloti hanno eseguito ciò che c'era scritto sul manuale di bordo.
Raggiunta la quota di crociera di 15.000 ft, i piloti hanno avvisato del malfunzionamento e delle azioni intraprese un meccanico della compagnia che si trovava a Busan.
Raggiunto l'aeroporto di destinazione, i piloti sono stati autorizzati ad un avvicinamento circolare alla pista 18R. Mentre viravano, le luce di avvertimento si sono riaccese, ma senza prendere alcuna misura e hanno continuato l'avvicinamento.
Una volta toccato terra, l'aeromobile ha iniziato a spostarsi verso sinistra a causa del vento e i piloti hanno cercato di contrastarlo utilizzando il pedale del timone invano. Mentre il carrello anteriore toccava terra, i piloti iniziarono ad applicare i freni. Poi, all'improvviso, la velocità di decelerazione è diminuita ed è uscito di pista a circa 3.500 ft dalla fine della pista.
L'aereo ha colpito un canale di drenaggio in cemento e si è fermato, i piloti hanno spento i motori e hanno fatto evacuare l'aereo.